# Museum of the History of Science, Oxford

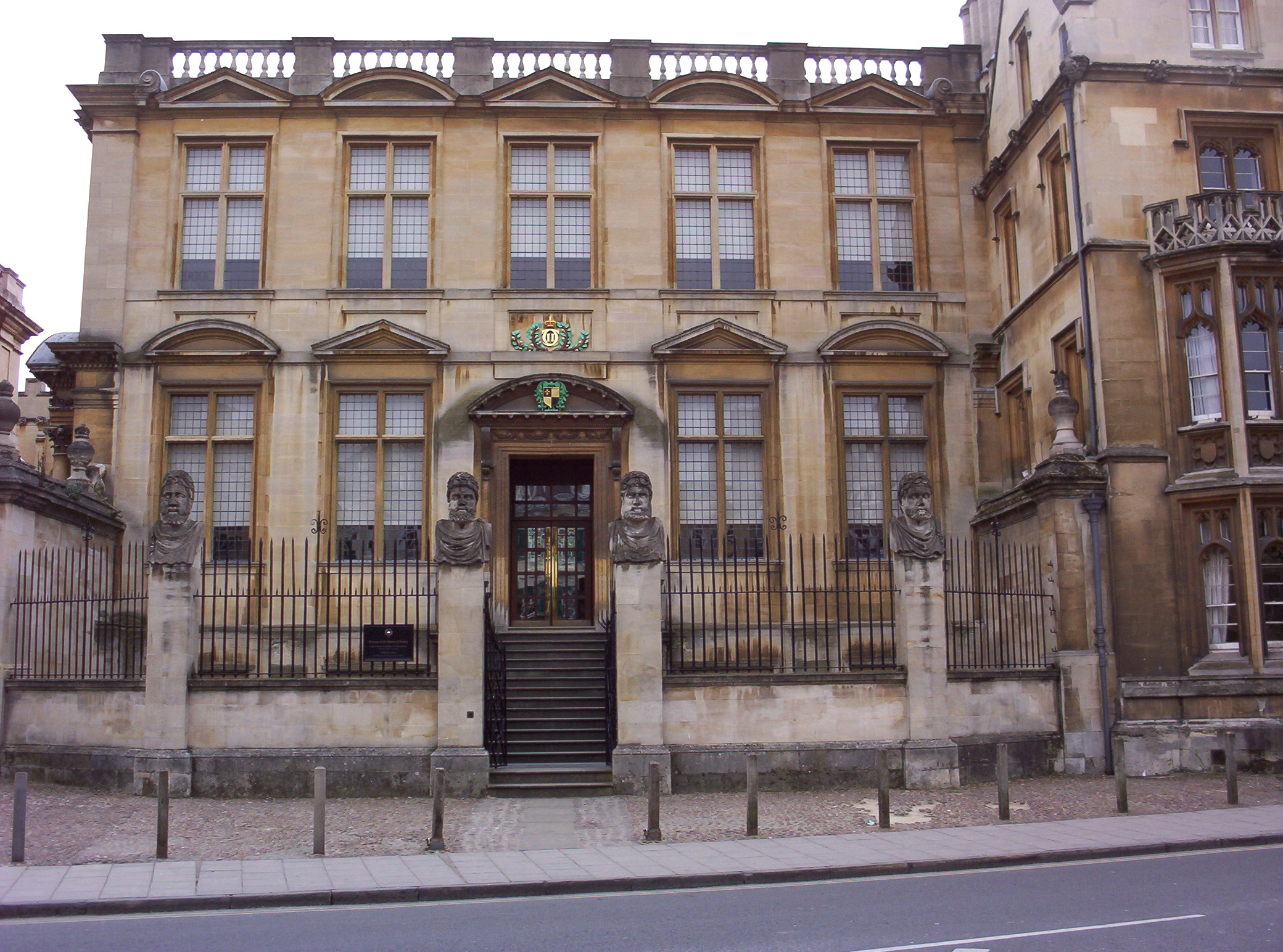
Museets byggnad vid Broad Street uppfördes 1683 och inhyste tidigare Ashmolean Museum.

Museum of the History of Science är ett vetenskapshistoriskt museum i Oxford, England. Museet är inrymt i Ashmolean Museums gamla byggnad på Broad Street, uppförd 1683, och byggnaden är därmed den äldsta byggnaden i världen som uppförts som museum och som fortfarande är i bruk som museum.
Den äldsta grunden till museets samlingar är Elias Ashmoles samlingar. I museet bedrevs även naturfilosofiska demonstrationer, föreläsningar och experiment. Under den viktorianska och edvardianska eran under 1800-talet och början av 1900-talet kom Ashmolean Museums samlingar att gradvis bli för stora för lokalerna, så att de arkeologiska samlingarna flyttades till Ashmolean Museum, de naturhistoriska till Oxford University Museum of Natural History, och de antropologiska samlingarna till Pitt Rivers Museum. Tillsammans med Lewis Ewans samlingar av historiska vetenskapliga instrument kom det gamla museet att 1924 invigas som vetenskapshistoriskt museum.
Museets samlingar omfattar över 18 000 objekt och inkluderar bland annat en stor samling astronomiska och optiska instrument, experimentalutrustning, vetenskaplig litteratur och en svart tavla som Albert Einstein skrivit ned sina relativistiska kosmologiska ekvationer på i samband med en Oxfordföreläsning 1931, den så kallade Friedmann–Einstein-modellen.